# Evangelische Kirche „Schifflein Christi“ (Glogau)

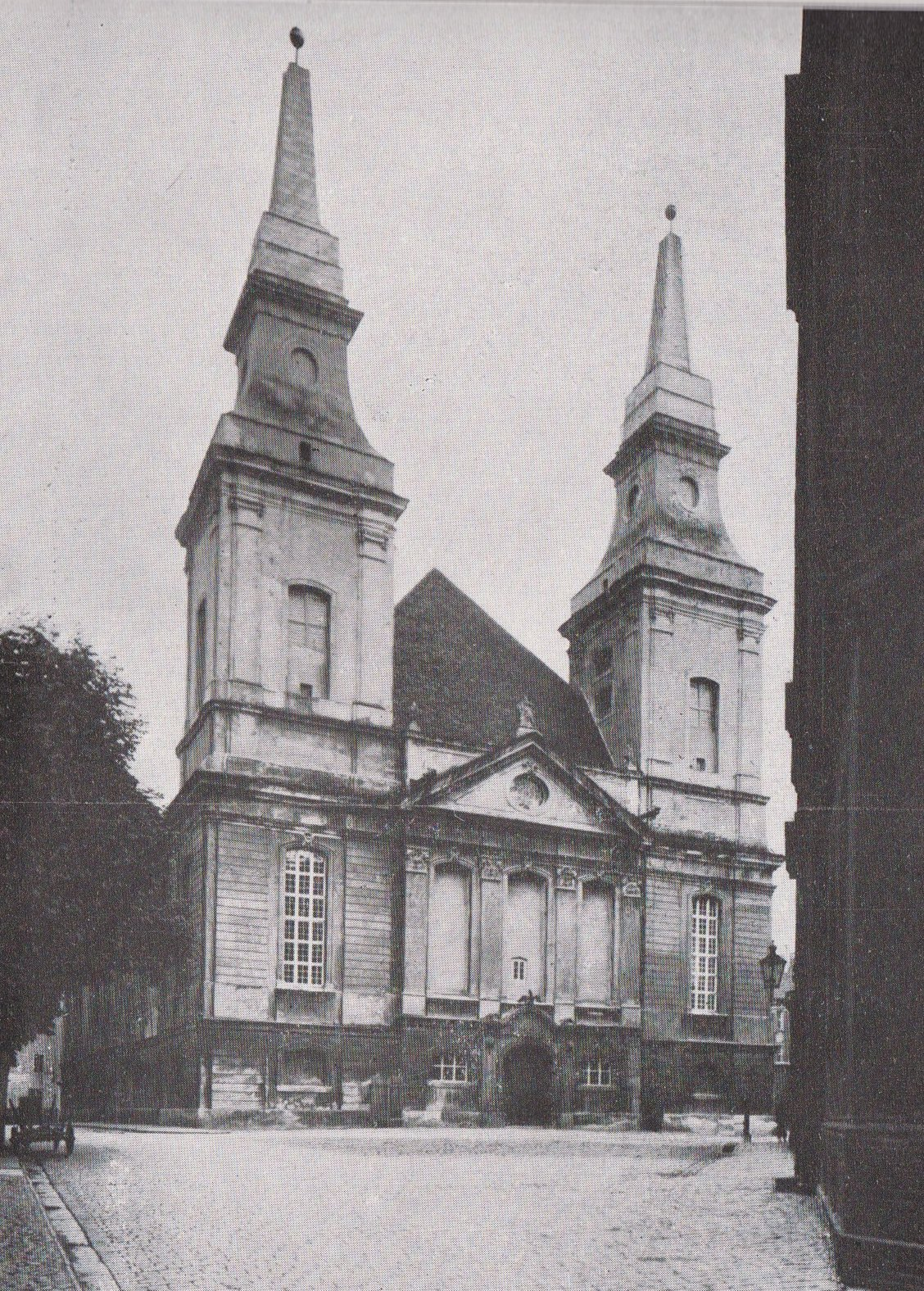
Kirche „Schifflein Christi“ (1926)

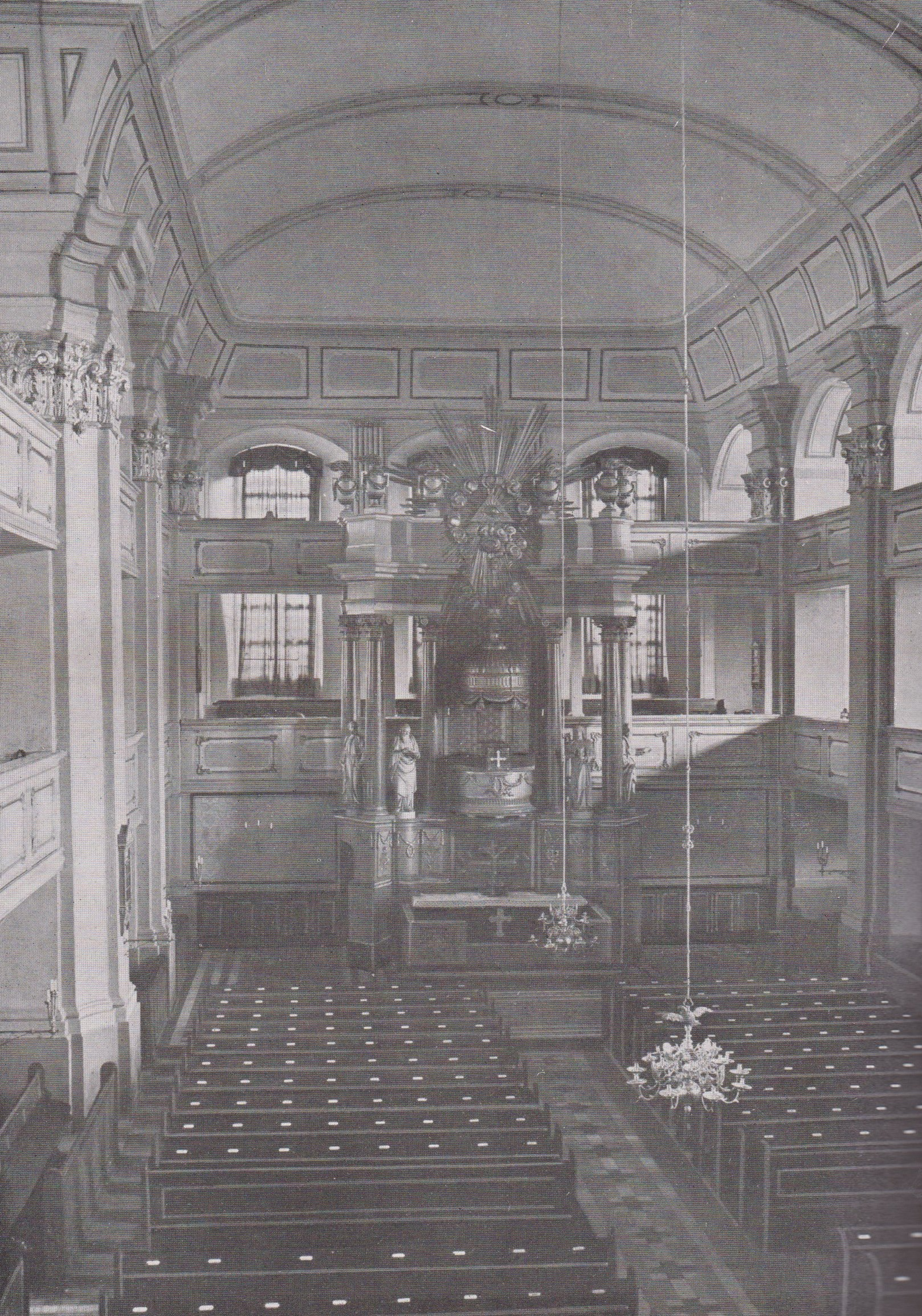
Innenraum der Kirche

Die Evangelische Kirche „Schifflein Christi“ (polnisch Kościół Łódź Chrystusowa) war ein Kirchengebäude in Glogau (polnisch Głogów). Sie wurde von Carl Gotthard Langhans entworfen und von 1764 bis 1772 errichtet.

## Geschichte
Die evangelische Kirche „Schifflein Christi“ entstand 1764–1772 im Stadtzentrum von Glogau, südwestlich der Pfarrkirche. Sie diente als Ersatz für die 1758 abgebrannte Friedenskirche, die sich außerhalb der Stadtmauern befunden hatte.
Der Entwurf im Stil des Frühklassizismus stammte vom Landeshuter Architekten Carl Gotthard Langhans.
Das dreischiffige Kirchengebäude wurde auf einem rechteckigen Grundriss von etwa 25 × 50 m errichtet. Die zwei Türme, mit Kuppeldächern gekrönt, wurden später an der Hauptfassade angebaut. 1796–1797 wurden die Kuppeln der Türme durch hohe, spitze Dächer ersetzt. Die Kirche wurde mit einem Walmdach gedeckt.
Zum Ende des Zweiten Weltkrieges wurde die Kirche schwer beschädigt. Nach 1945 war der Wiederaufbau möglich. Am 25. November 1949 wurde sie in das Verzeichnis der Baudenkmäler unter der Nr. 40 eingetragen. Trotzdem wurden die noch erhaltenen Mauern 1962 abgetragen.
An der Stelle der Kirche wurde 2003 ein Lapidarium nach dem Entwurf des Architekten Dariusz Wojtowicz errichtet. Es zeigt den Umriss der von Langhans entworfenen Kirche, wobei die Südseite aus baurechtlichen Gründen nicht wiederhergestellt werden konnte. Die Wände und Pfeiler aus Klinkerziegel wurden verschieden hoch gemauert. Der Fußboden aus Pflastersteinen im Inneren liegt etwa 80 cm unter dem umliegenden Gelände. Im Juli 2006 wurde im Lapidarium eine dreiteilige Skulpturgruppe „Conditio humana“ ausgestellt, eine Kopie der Diplomarbeit der Bildhauerin Renata Banaś.
Eine Glocke der Kirche (gegossen 1924), die den Zweiten Weltkrieg auf dem Hamburger Glockenfriedhof überstanden hatte, hängt heute in der evangelischen St.-Stephans-Kirche in Würzburg.

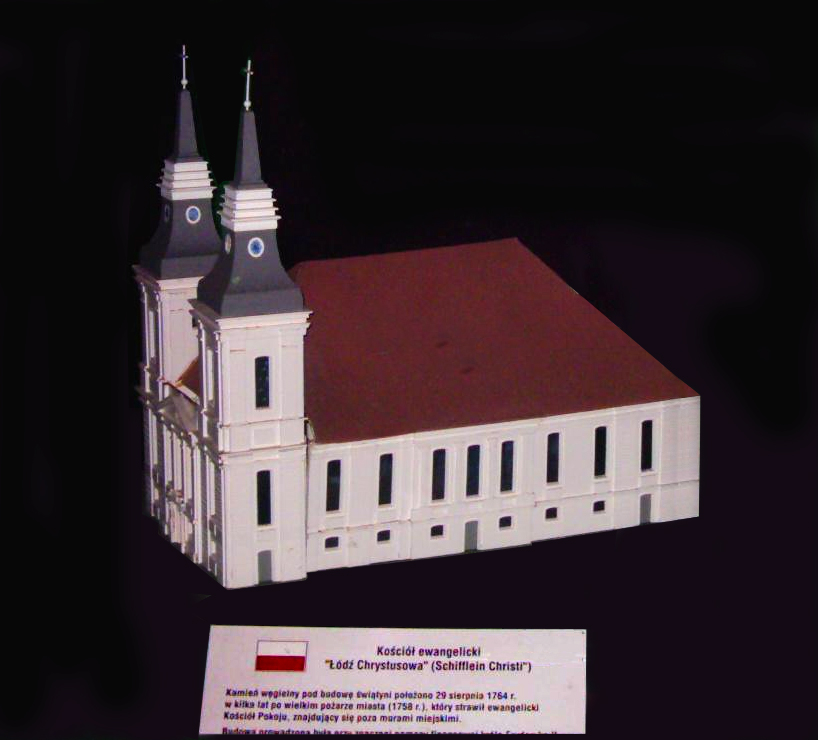
Modell der Kirche
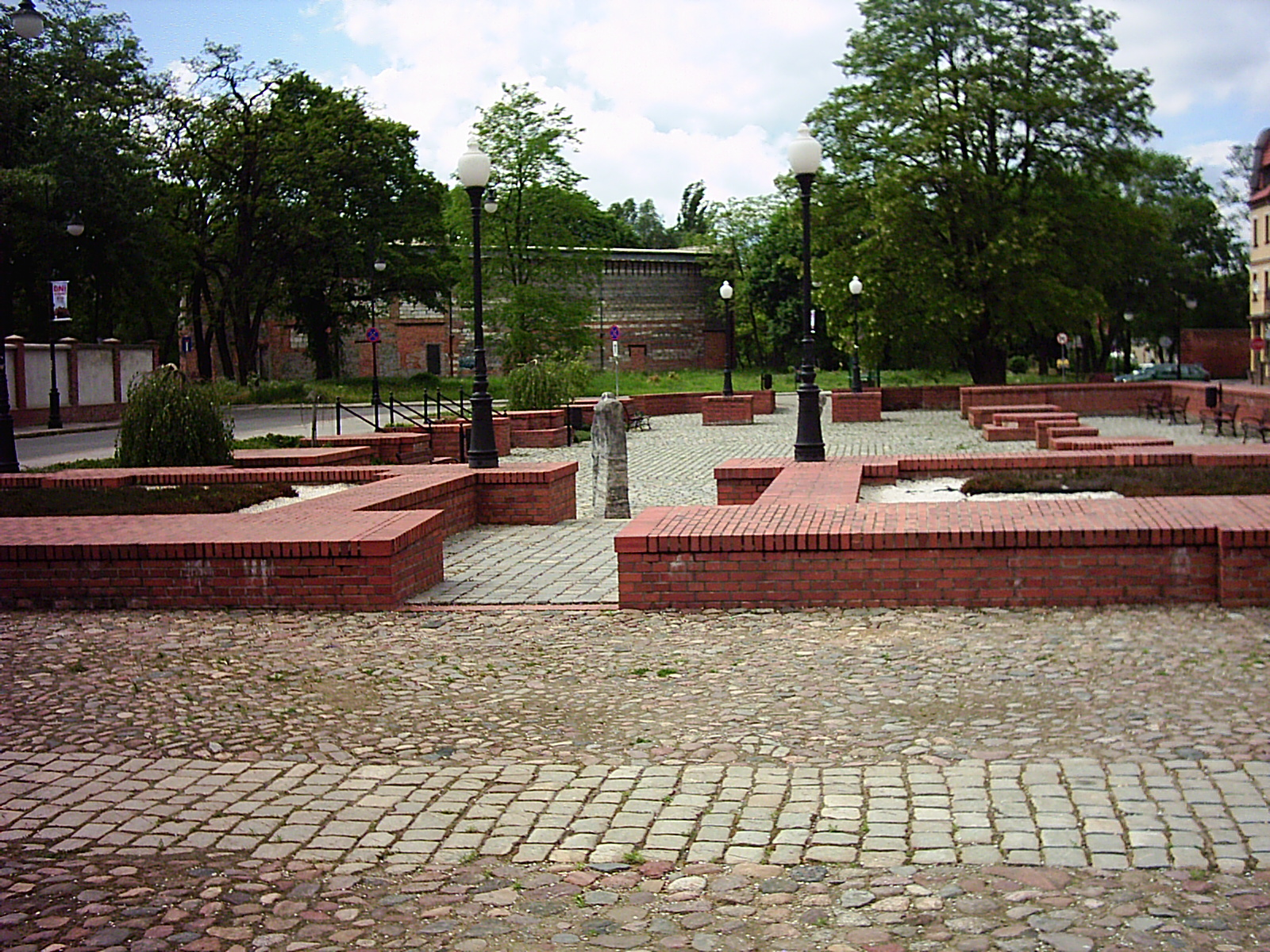
Lapidarium
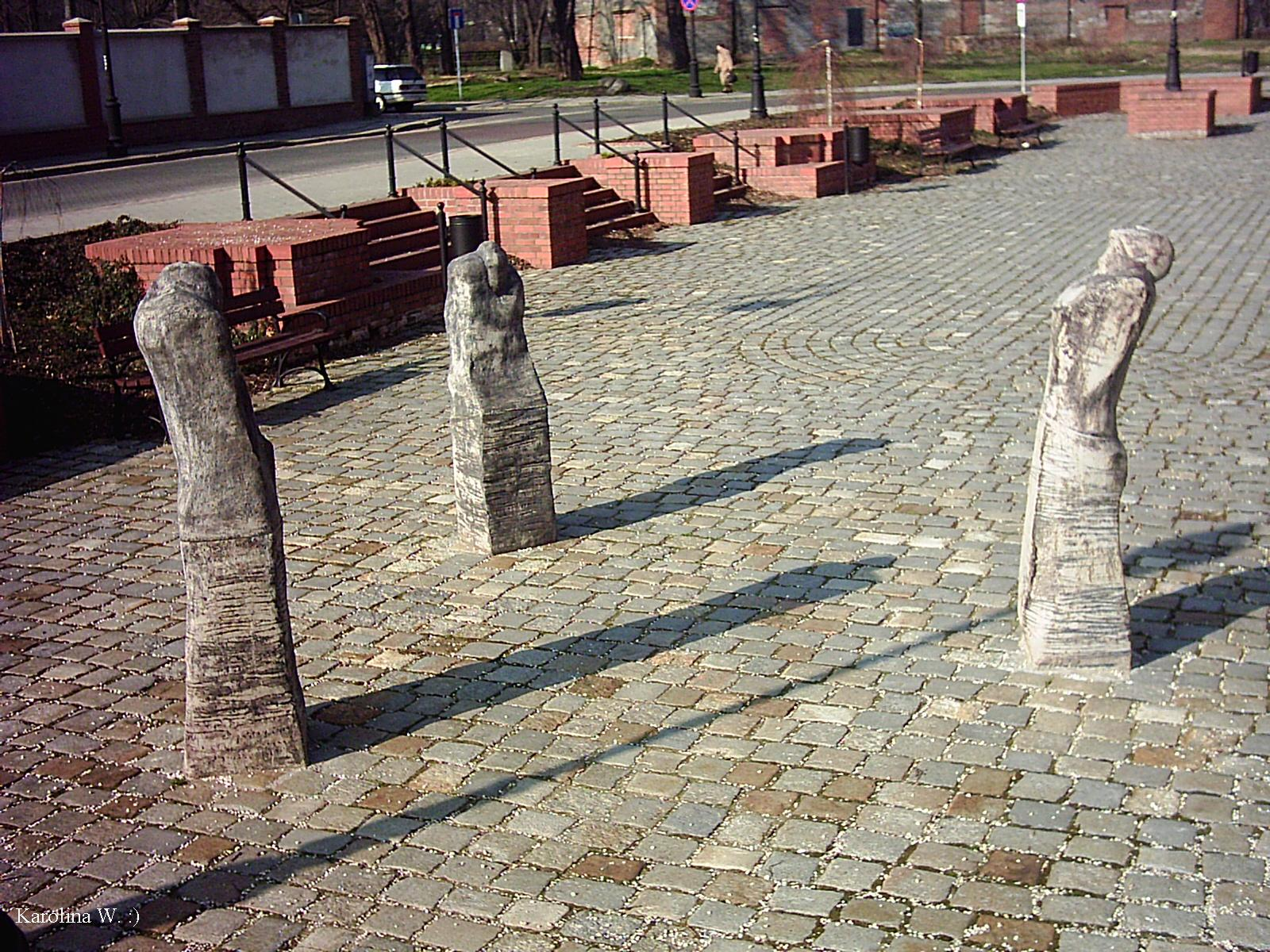
Skulpturgruppe „Conditio humana“